# Witalij Nat

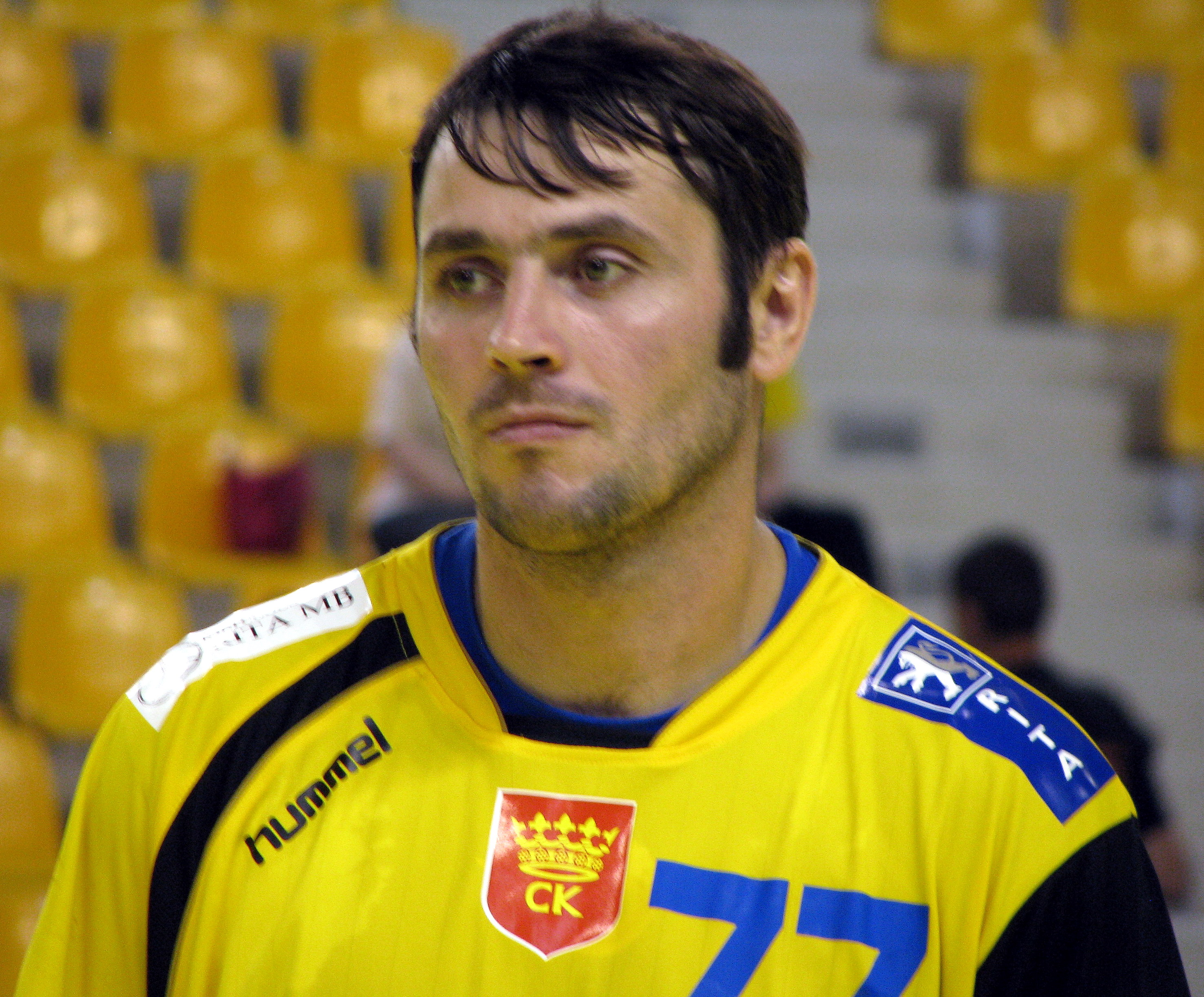
Witalij Nat (2009)

Witalij Jewhenowytsch Nat (ukrainisch Віталій Євгенович Нат; * 12. April 1977 in Saporischschja) ist ein ehemaliger ukrainischer Handballspieler, der mittlerweile als Handballtrainer tätig ist.
Der 1,81 Meter große linke Außenspieler spielte von 1994 bis 2007 bei STR Saporischschja, von 2007 bis 2009 bei Wisła Płock und von 2009 bis 2011 bei KS Vive Kielce. Ab 2011 stand er bei Górnik Zabrze unter Vertrag. Dort beendete er 2014 seine Karriere. Seit Juli 2019 trainiert er den polnischen Verein Chrobry Głogów.
Witalij Nat erzielte in 75 Länderspielen für die ukrainische Nationalmannschaft 263 Tore (Stand: Dezember 2009). Er spielte auch bei der Europameisterschaft 2010.
Mit der ukrainischen Juniorennationalmannschaft gewann er bei der U-21-Weltmeisterschaft 1997 die Silbermedaille.

## Erfolge
- Ukrainischer Meister 1995, 1998, 1999, 2000, 2001, 2003, 2004, 2005, 2007
- Ukrainischer Pokalsieger 2001
- Polnischer Meister 2008 (Płock), 2010 (Kielce)
- Polnischer Pokalsieger 2008 (Płock), 2010 und 2011 (Kielce)
- Silber bei der U-21-Weltmeisterschaft 1997